# Zamach (film 1987)
Zamach (ang. Assassination) – film akcji produkcji amerykańskiej z 1987 roku w reż. Petera R. Hunta.

## Opis fabuły
Jay Killion, wieloletni ochroniarz prezydenta USA zostaje przydzielony do ochrony pierwszej damy. Początkowo trudno mu się porozumieć z pełną temperamentu i niezależności kobietą, która często wymyka się mu spod opieki i lekceważy niebezpieczeństwo. Kiedy jednak pani prezydentowa staje w obliczu zagrożenia ze strony terrorysty Brackena, a Jay kilkakrotnie ratuje jej życie narażając własne, jej stosunek do starego ochroniarza się zmienia. Z czasem pomiędzy dwojgiem ludzi zawiązuje się nić przyjaźni i zaufania. W finałowym pojedynku pomiędzy Jayem a terrorystą ochroniarz w końcu zabija zamachowca, a pierwsza dama z żalem żegna Jaya, który odchodzi ze służby.

## Role
- Charles Bronson – Jay Killion
- Jill Ireland – pierwsza dama
- Erik Stern – terrorysta Bracken
- Jan Gan Boyd – Charlotte Chong (współpracownica Killiona)
- Randy Brooks – Tyler Loudermilk (współpracownik Killiona)
- Robert Axelrod – Finney
- Jack Gill – Kerry Fane
- Charles Howerton – prezydent Craig
- Stephen Elliott – Fitzroy (szef Killiona)
- Michael Ansara – senator Danson
- James Staley – Briggs
- James Acheson – Osborne Weems
- William Prince – H.H. Royce
- Larry Sellers – Indianin Joe

i inni.